# Свислочь (приток Березины)
Сви́слочь (бел. Свіслач) — река в Беларуси, правый приток Березины (бассейн Днепра). Основная водная артерия Минска.
Площадь водосборного бассейна — 5160 км².

## Характеристика
Берёт начало на Минской возвышенности, недалеко от горы Маяк (335 м над уровнем моря) на главном европейском водоразделе, в 39 км к северо-западу от Минска у деревни Векшицы Минского района (Минская область). Протекает по Центральноберезинской равнине в юго-восточном направлении. Впадает в Березину у деревни Свислочь Осиповичского района (Могилёвская область).
В 1976 году соединена с рекой Вилия (бассейн Немана) посредством Вилейско-Минской водной системы, в результате чего её полноводность в верховьях возросла в десятки раз. Средний расход воды в 88 км от устья 24,3 м³/с. Сток зарегулирован рядом водохранилищ, наиболее крупными из которых являются Заславское («Минское море»; площадь 31 км²) и Осиповичское (11,9 км²). Замерзает обычно в декабре, вскрывается в марте — начале апреля. Свислочь ниже Минска считается самой загрязнённой рекой в Беларуси.

## Изменения русла в Минске
- Спрямлён ранее существовавший меандр в районе современной улицы Тростенецкой, на месте осушенной и засыпанной старицы сооружен Минский мотовелозавод.
- Расширялось в районе Троицкого предместья, создан искусственный остров
- Перемещалось в сторону в районе ул. Якубова
- Спрямлялось в районе улицы Машиностроителей

Русло в черте Минска и ниже до деревни Королищевичи на 7 небольших участках общей протяжённостью 7,9 км канализировано.

## Притоки
В Свислочь впадает множество речек и ручьёв, к крупнейшим из которых относятся Волма и Титовка с расходом воды в устье 2,16 м³/с, на территории Минска — Немига, Лошица (справа) и Слепянка, Переспа, Цна (слева).
- Синяя
- Талька
- Вяча
- Лошица
- Цна
- Слепня
- Тростянка
- Болочанка

## Объекты на реке
- город Минск
- город Заславль
- Осиповичская ГЭС
- До начала 1980-х годов на берегу Свислочи возле дома по ул. Лодочная 2, на месте минского языческого капища, находился валун из гранита Дед (Старец), который затем был перевезён в Музей валунов.

## Использование
В прошлом использовалась для рыболовного промысла, судоходства и сплава леса, в настоящее время имеет, в основном, ограниченное рекреационное значение (только в верхнем течении, так как в Минске и ниже его по течению река сильно загрязнена коммунальными и промышленными отходами), а также как источник технического водоснабжения некоторых предприятий Минска.

## Происхождение названия
По мнению В. Н. Топорова и О. Н. Трубачёва, Свислочь — скорее всего, балтийское название. В названии вычленяется основа -висл- («течение»), имеющая индоевропейское происхождение. Формант -очь объясняется из балтийского akis «источник». Начальное с образовалось из предлога для обозначения стечения (слияния), в пользу чего свидетельствует ранняя форма гидронима Виславица и употребление прилагательного вислочский.
По другой версии, в гидронимах Свислочь, Сведь, Свила, Свирь, Свитка, Освея, Усвяча и т. п. выделяется повторяющийся гидронимический элемент св-, значение которого раскрывается при сопоставлении с угро-финским географическим термином сав — «исток из озера или болота».
Третья версия: значение основы — «влага, болото, разлив».

## Фотографии
- Вид на реку Свислочь в центре Минска.
- Река Свислочь в Центральном районе г. Минска.
- Река Свислочь в г. Минске.
- Река Свислочь в г. Минске.
- Река Свислочь в г. Минске.
- Река Свислочь возле границы г. Минска.
- Река Свислочь возле границы г. Минска, в месте стока вод Минской очистной станции (станции аэрации).
- Река Свислочь